# Hijra
Hijra (latin hegira) är ett arabiskt ord som brukar översättas till migration, utvandring eller flykt. 
Vanligt är att man i tal om hijra hänvisar till den som profeten Muhammed och hans anhängare gjorde från Mekka till Yathrib (nuvarande Medina) år 622.
Muhammed och hans anhängare hade utsatts för förföljelser i Mekka där man inte ville erkänna hans budskap. Efter att ha haft kontakt med företrädare för Yathrib under en tid började de utvandringen under våren och sommaren. Muhammed själv flydde därifrån och kom till Yathrib i september samma år. Efter hijra kom Yathrib att heta Madinat an-nabi som ungefär kan översättas med ”Profetens stad”, som kort blev Medina. Man brukar säga att då började utvecklingen av det första islamiska samhället.

## Tideräkning
Året då denna hijra utfördes är utgångspunkt för den islamiska tideräkningen. Det var efter Muhammeds död som detta fastställdes, troligen under Umar ibn-al Khattabs kalifat, det andra kalifatet. Den islamiska kalendern (ibland kallas den för hijra-kalendern och det aktuella året i den för hijra-år) bestämmer när islamiska högtider och minnesdagar infaller. Eftersom den baseras på månen, inte på solen, infaller de för varje år ungefär elva dagar tidigare enligt den gregorianska kalendern.